# Бєляєв Митрофан Петрович

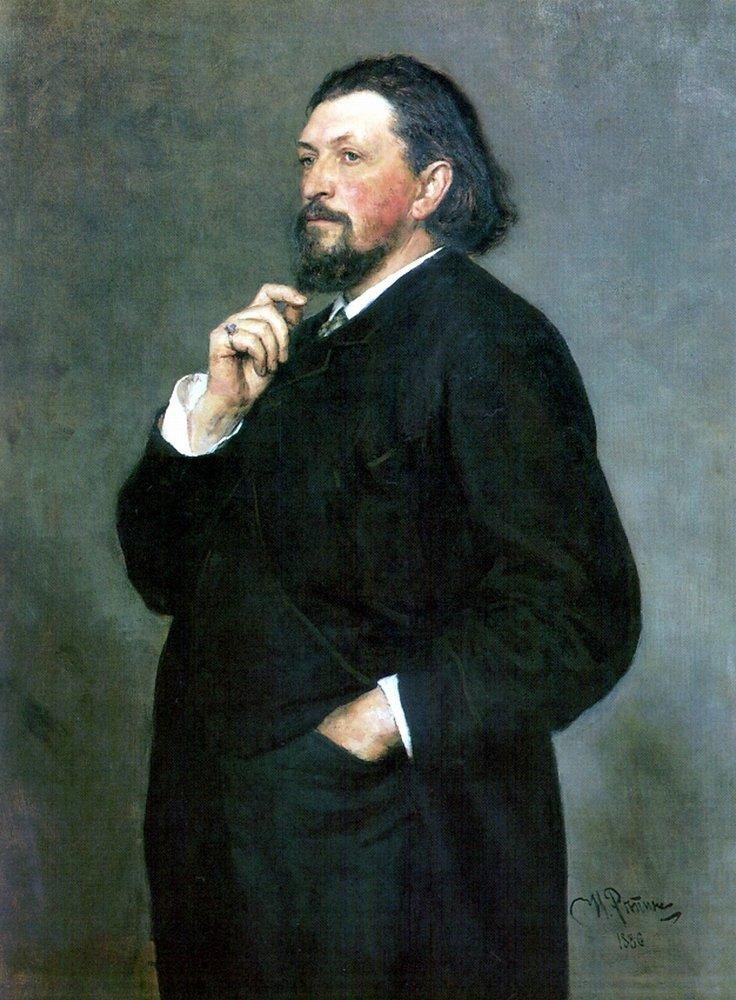
Портрет Митрофана Петровича Бєляєва роботи Рєпіна (1886)

Митрофа́н Петро́вич Бєля́єв (рос. Митрофан Петрович Беляев, 22 лютого 1836 — 4 січня 1904) — російський музичний видавець і меценат, засновник Бєляєвського гуртка, що об'єднав багатьох видатних музикантів. З видних музичних діячів України до Бєляєвського гуртка належав Вітольд Малішевський.
Народився в Санкт-Петербурзі. Батько Бєляєва був багатим російським лісопромисловцем, мати за походженням з родини зросійщених шведів. У молодості брав участь у справах батька, проживши для цього кілька років на берегах Білого моря.
З 1882 р. Бєляєв влаштовував у себе вдома в Петербурзі щотижневі музичні вечори камерної музики, що поклали початок об'єднанню музичних діячів, надалі відомого як Бєляєвський гурток. У 1884 р. він поклав початок щорічним російським симфонічним і квартетним концертам, а у 1885 р. в Лейпцигу заснував російську музичну нотовидавничу фірму нім. «M. P. Belaieff, Leipzig». Цією фірмою протягом двадцять років була видана велика кількість музичних творів російських композиторів, із них 582 томи у 1902 р. Бєляєв пожертвував у Імператорську публічну бібліотеку.
Помер у Санкт-Петербурзі, заповівши на музичні справи значні капітали. Похований в Олександро-Невській лаврі.